# Triple saut masculin aux Jeux olympiques d'été de 1952
Navigation
Londres 1948 Melbourne 1956
L'épreuve du triple saut masculin aux Jeux olympiques de 1952 s'est déroulée le 23 juillet 1952 au Stade olympique d'Helsinki, en Finlande.  Elle est remportée par le Brésilien Adhemar da Silva.

## Résultats

### Finale
| Rang               | Athlète             | Pays             | Essais | Essais | Essais | Essais | Essais | Essais | Marque | Note |
| Rang               | Athlète             | Pays             | 1      | 2      | 3      | 4      | 5      | 6      | Marque | Note |
| ------------------ | ------------------- | ---------------- | ------ | ------ | ------ | ------ | ------ | ------ | ------ | ---- |
| Médaille d'or      | Adhemar da Silva    | Brésil           | 15.95  | 16.12  | 15.54  | 16.09  | 16.22  | 16.05  | 16.22  | WR   |
| Médaille d'argent  | Leonid Shcherbakov  | Union soviétique | 15.07  | 15.26  | 15.18  | 15.98  | 15.84  | x      | 15.98  |      |
| Médaille de bronze | Arnoldo Devonish    | Venezuela        | 15.04  | 15.52  | –      | x      | x      | x      | 15.52  |      |
| 4                  | Walter Ashbaugh     | États-Unis       | 15.05  | 15.39  | 14.56  | 14.50  | 15.38  | x      | 15.39  |      |
| 5                  | Rune Nilsen         | Norvège          | 15.13  | 14.21  | x      | 14.70  | x      | x      | 15.13  |      |
| 6                  | Yoshio Iimuro       | Japon            | 14.99  | x      | x      | x      | 14.66  | 13.70  | 14.99  |      |
| 7                  | Geraldo de Oliveira | Brésil           | x      | 14.95  | 12.66  |        |        |        | 14.95  |      |
| 8                  | Roger Norman        | Suède            | 14.89  | x      | 12.66  |        |        |        | 14.89  |      |
| 9                  | Reino Hiltunen      | Finlande         | 14.85  | x      | 14.40  |        |        |        | 14.85  |      |
| 10                 | Zygfryd Weinberg    | Pologne          | 14.76  | x      | x      |        |        |        | 14.76  |      |
| 11                 | Jim Gerhardt        | États-Unis       | 14.69  | 14.28  | 14.06  |        |        |        | 14.69  |      |
| 12                 | Rui Ramos           | Portugal         | 14.69  | 13.82  | 12.15  |        |        |        | 14.69  |      |
| 13                 | Preben Larsen       | Danemark         | 14.62  | x      | 14.19  |        |        |        | 14.62  |      |
| 14                 | Tadashi Yamamoto    | Japon            | x      | x      | 14.57  |        |        |        | 14.57  |      |
| 15                 | Arne Åhman          | Suède            | x      | x      | 14.05  |        |        |        | 14.05  |      |